# Chim nhại
Chim nhại là một nhóm chim sẻ thuộc họ Mimidae phân bố ở các vùng Tân Thế giới (châu Mỹ và châu Úc). Chúng được biết đến với thói quen giống như một số loài chuyên bắt chước những tiếng kêu của các loài chim khác và các âm thanh của côn trùng hay động vật lưỡng cư, chúng bắt chước tiếng kêu khá giống và lớn chính vì vậy mới có tên là chim nhại. Có khoảng 17 loài phân làm 3 chi. Loài chim này được nhắc đến trong một tiểu thuyết nổi tiếng, tác phẩm Giết con chim nhại của nhà văn Harper Lee.

## Hình ảnh

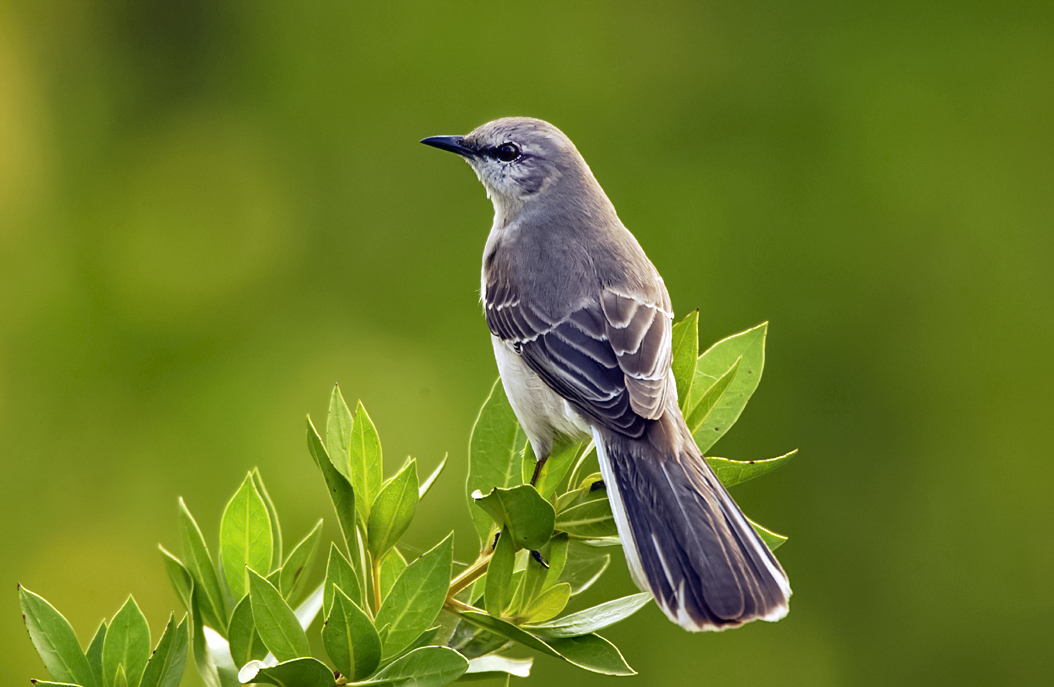
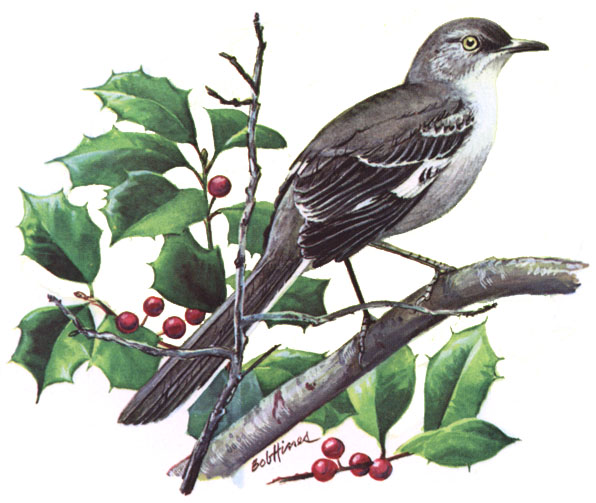
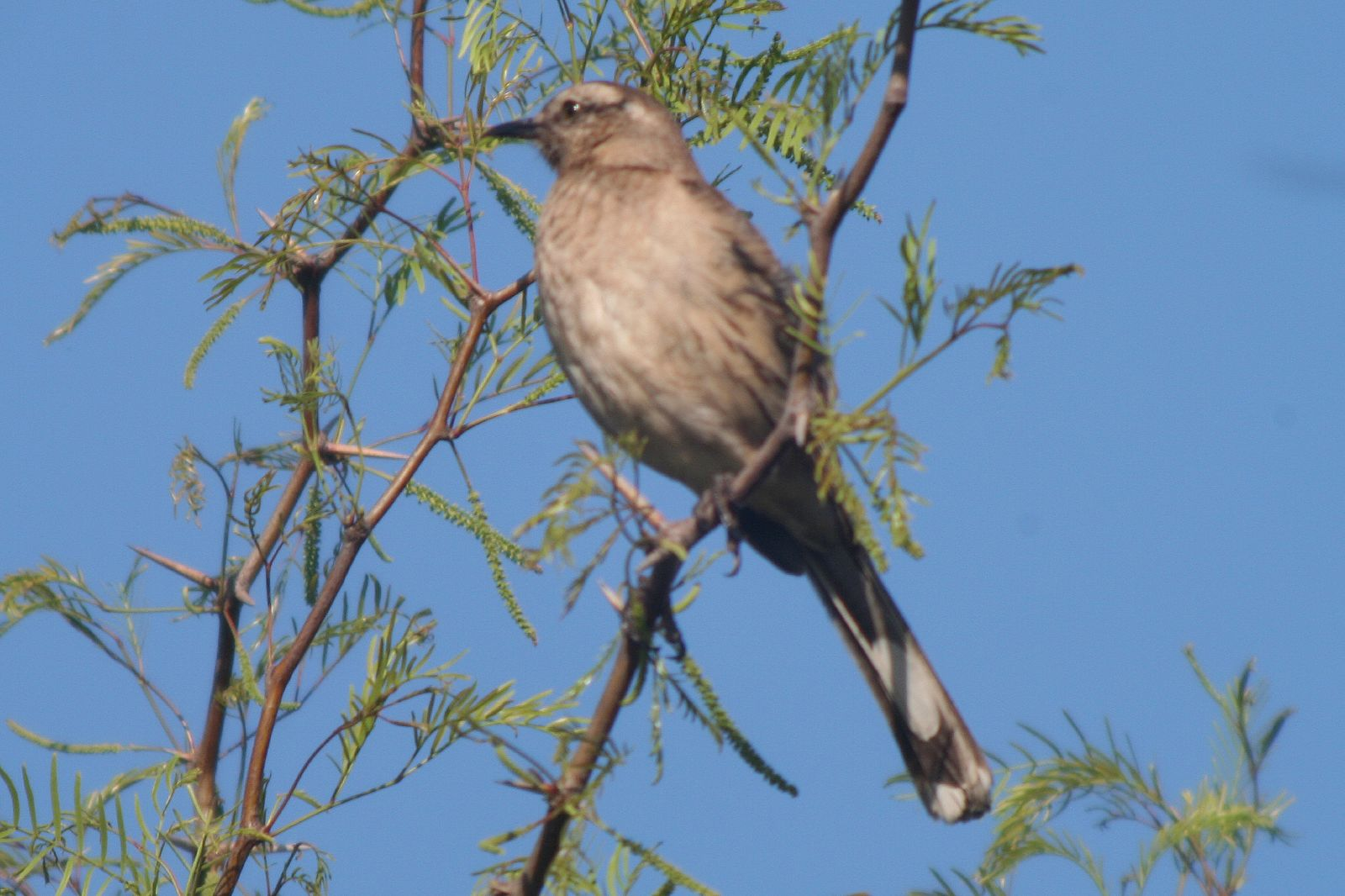

## Các loài
- Mimus dorsalis
- Mimus gundlachii
- Mimus longicaudatus
- Mimus patagonicus
- Mimus thenca
- Mimus triurus
- Mimus polyglottos
- Mimus graysoni
- Mimus gilvus
- Mimus saturninus
- Mimus macdonaldi
- Mimus parvulus
- Mimus trifasciatus
- Mimus melanotis
- Melanotis caerulescens
- Melanotis hypoleucus